# نبرد سیبالا
نبرد سیبالا (انگلیسی: Battle of Cibalae) در سال ۳۱۶ بین دو امپراتور روم کنستانتین بزرگ (حکومت ۳۰۶–۳۳۷) و لیسینیوس (حکومت ۳۰۸–۳۲۴) رخ داد.